# 징병제와 성 차별

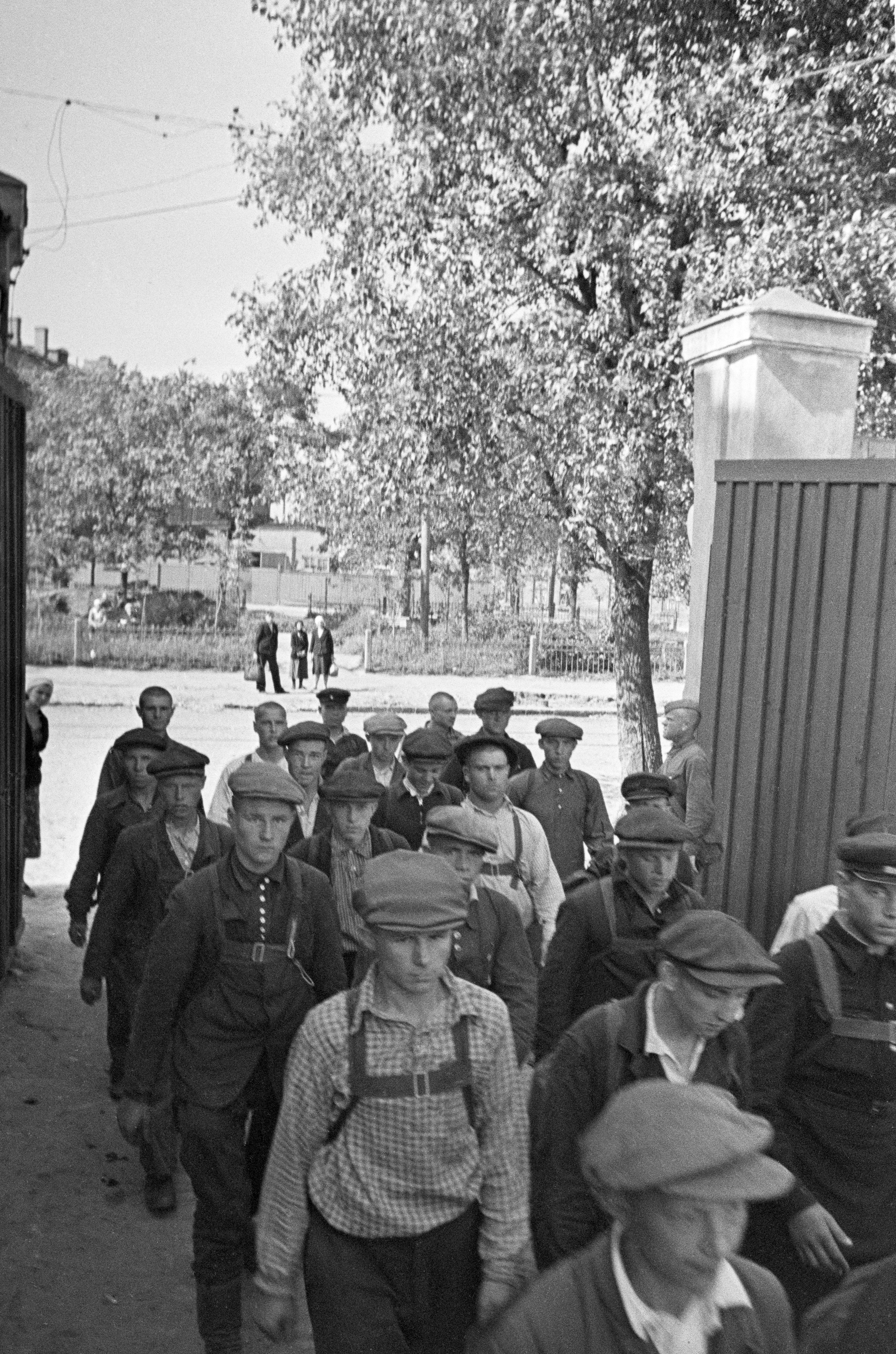
소련 징집병, 모스크바, 1941년

징병제(徵兵制, 영어: conscription)는 국가가 국민을 대상으로 해당 국가를 방위할 의무를 강제로 부여하는 제도이다. 남성주의자들은 징병제 또는 의무적 군 복무 제도를 성차별적이라고 비판한다. 이들은 남성에게만 군 복무를 강요하는 것은 차별이라고 여긴다. 남성 징집은 남성에 대한 폭력을 정상화하고, 징집병들은 남성에 대한 성차별과 폭력에 참여하도록 세뇌되며, 군사 훈련은 징집병들을 가부장적인 성 역할로 고정시킨다고 비판한다.

## 역사
역사적으로 대부분의 경우 남성만이 징집 대상이 되었다. 20세기 후반에야 이러한 경향이 변화하기 시작했지만, 대부분의 국가에서는 여전히 남성만이 징집 대상이다. 여성이 군대, 특히 전투병과에 대규모로 편입되기 시작한 것은 20세기 후반이다. 철학자 데이비드 베나타에 따르면, "징병이 필요한 곳에서는 남성만 징집해야 하며, 마찬가지로 남성만 전투에 참여해야 한다는 것이 지배적인 가정이다". 그는 이것이 "성차별적인 가정"이라고 믿는다.

## 현황
현재 10개국이 남성과 여성 모두를 징집하고 있으며, 그 중 노르웨이(2013년부터 법률상, 2018년부터 실제로)와 스웨덴(2011년부터)만이 동일한  조건으로 남녀 모두를 징집하고 있다. 노르웨이는 성평등 실현을 목적으로 여성에게 의무 복무를 도입한 최초의 NATO 회원국이기도 하다. 다른 국가들은 여성을 군대에 징집하는 경우도 있지만 복무 면제 기준 및 복무 기간 등에서 약간의 차이가 있다. 이러한 국가로는 이스라엘(매년 징집되는 징집병의 약 40%가 여성 ), 미얀마, 에리트레아, 리비아, 말레이시아, 북한, 페루 및 튀니지가 있다. 핀란드, 튀르키예, 리투아니아, 싱가포르, 한국 등의 국가들은 여전히 남성에게만 군 복무를 요구하는 징집 제도를 가지고 있으나, 여성은 자원하여 복무할 수 있다. 대부분의 유럽 국가에서는 징집을 실시하지 않는다. 징병제가 폐지되지 않고 평시에는 중단된 네덜란드는 2018년 여성에게 의무적 군 복무를 확대하는 법안을 도입했다. 징병제가 폐지된 프랑스와 포르투갈은 1997년과 2008년에 각각 두 나라의 징집 등록과 전쟁 시 병역 의무를 여성에게 확대했다. 덴마크는 2027년에 여성에게 징병제를 확대할 예정이다.
징집 관행은 전국 남성 연합(National Coalition for Men) 을 비롯한 다양한 남성 인권 단체에서 비판을 받아왔다. 이들은 "어떤 성차별도 남성 징집과 비교할 수 없다"고 주장한다. 이러한 집단에 가끔 특정 페미니스트 활동가가 합류하기도 했다. 1970년대 이래 자유주의 페미니스트들은 여성에게 징집제를 확대해야 한다고 주장하며, 여성이 남성과 같은 책임을 지지 않는다면 남성과 같은 권리를 가질 수 없으며, 여성을 징집에서 면제하는 것은 여성을 약하고 무력한 존재로 보는 고정관념을 영구화한다고 주장했다. 그러나 급진주의적이고 평화주의적인 페미니스트들은 "여성들이 군대와 전쟁을 포함한 기존 권력 구조에 통합되어 이를 변화시키지 않으면, 남성이 지배하는 세계를 지탱할 뿐" 이라고 주장하며 징병제가 실시되는 것 자체에 반대했다. 성평등을 옹호하는 자유주의 페미니스트와 급진주의 평화주의적 페미니스트들 사이에는 1980년과 2016년에 여성을 징집 대상에 포함시켜야 하는지 또는 여성과 남성 모두에 대한 징집을 반대해야 하는지에 관해 이견이 있었다.

## 참고 문헌
1. 1 2  Persson, Alma; Sundevall, Fia (2019년 3월 22일). “Conscripting women: gender, soldiering, and military service in Sweden 1965–2018”. 《Women's History Review》 28 (7): 1039–1056. doi:10.1080/09612025.2019.1596542. ISSN 0961-2025.
2. ↑  Berlatsky, Noah (2013년 5월 29일). “When Men Experience Sexism”. 《The Atlantic》. 2015년 1월 5일에 원본 문서에서 보존된 문서. 2015년 4월 26일에 확인함.
3. 1 2 3  Benatar, David (2012년 5월 15일). 《The Second Sexism: Discrimination Against Men and Boys》. John Wiley & Sons. ISBN 978-0-470-67451-2. 2015년 4월 26일에 확인함.
4. ↑  Michalowski, Helen (May 1982). “Five feminist principles and the draft”. 《Resistance News》 (8): 2.
5. ↑  Neudel, Marian Henriquez (July 1983). “Feminism and the Draft”. 《Resistance News》 (13): 7.
6. ↑  Goldstein, Joshua S. (2003). "War and Gender: Men's War Roles – Boyhood and Coming of Age". In Ember, Carol R.; Ember, Melvin Encyclopedia of Sex and Gender: Men and Women in the World's Cultures. Volume 1. Springer. p. 108. ISBN 978-0-306-47770-6. Retrieved April 25, 2015.
7. ↑  Selmeski, Brian R. (2007). 《Multicultural Citizens, Monocultural Men: Indigineity, Masculinity, and Conscription in Ecuador》. Syracuse University. 149쪽. ISBN 978-0-549-40315-9. 2015년 4월 25일에 확인함.
8. ↑  Joenniemi, Pertti (2006). 《The Changing Face of European Conscription》. Ashgate Publishing. 142–149쪽. ISBN 978-0-754-64410-1. 2015년 4월 25일에 확인함.
9. ↑  Koranyi, Balazs; Fouche, Gwladys (2014년 6월 14일).  Char, Pravin, 편집. “Norway becomes first NATO country to draft women into military”. 《Reuters》 (Oslo, Norway). 2015년 1월 28일에 원본 문서에서 보존된 문서. 2015년 4월 26일에 확인함.
10. ↑  “Women in the Armed Forces”. Norwegian Armed Forces. 2014년 10월 27일. 2015년 5월 2일에 원본 문서에서 보존된 문서. 2015년 5월 2일에 확인함.
11. ↑  Women's Service in the Israel Defense Forces
12. ↑  “INDEPTH: FEMALE SOLDIERS – Women in the military — international”. CBC News. 2006년 5월 30일. 2015년 4월 4일에 원본 문서에서 보존된 문서. 2015년 5월 2일에 확인함.
13. ↑  100,000 Dutch girls will receive letter of conscription this week — including Princess Amalia
14. ↑  Code du Service National
15. ↑  Dia de Defesa Nacional
16. ↑  Dokumenter
17. ↑  Ligestilling og længere tid i trøjen: Forstå den nye værnepligt
18. ↑  “Selective Service (military conscription)”. National Coalition for Men. 2011년 11월 17일. 2015년 3월 15일에 원본 문서에서 보존된 문서. 2015년 5월 2일에 확인함.
19. ↑  Goldstein, Joshua S. (2003년 7월 17일). 《War and Gender: How Gender Shapes the War System and Vice Versa》. Cambridge University Press. 41–43쪽. ISBN 978-0-521-00180-9.
20. ↑  Schaeffer-Duffy, Claire (2016년 6월 28일). “Feminists weigh in on draft registration for women”. 2016년 6월 29일에 확인함.